# Tympanoctomys barrerae
Genre
Espèce
Statut de conservation UICN

 NT  : Quasi menacé
Le Rat-viscache roux d'Argentine (Tympanoctomys barrerae) est un gros rat roux que l'on retrouve principalement en Argentine et au Chili.
C'est le seul représentant du  genre Tympanoctomys.
Il ne faut pas confondre cette espèce avec un autre rongeur, Octomys mimax, appelé viscacha rat par les anglophones.

## Un mammifère tétraploïde
Le rat-viscache roux d'Argentine intéresse plus particulièrement les scientifiques depuis qu'on a découvert qu'il possède 102 chromosomes, le nombre le plus élevé parmi les mammifères.
En fait ce rat est presque tétraploïde, c'est-à-dire que tous ses chromosomes sont présents en quatre exemplaires, sauf les chromosomes sexuels, qui eux sont présents en deux exemplaires, et non diploïde comme la quasi-totalité des mammifères. Cette particularité résulte d'un dédoublement au cours de la gamétogénèse, expliquant ainsi qu'il possède un nombre de chromosomes presque double d'une espèce voisine, Octomys mimax (2n = 56).

Il a été observé que la tête des spermatozoïdes de cette espèce, ainsi que différentes lignées de cellules somatiques, sont plus grandes que celle des autres espèces, conséquence de la plus grande quantité de matériel génétique.

Une autre espèce voisine, le Pipanacoctomys aureus, s'est aussi révélé tétraploïde (2n = 4x = 92).